# Acary
O Acary foi um navio mercante a vapor brasileiro. Denominado anteriormente Ebernburg, foi confiscado em 1º de junho de 1917, durante a Primeira Guerra Mundial, como uma recompensa ao torpedeamento do navio Paraná, tendo sido entregado ao Lloyd Brasileiro.

## Afundamento
No dia 3 de Novembro de 1917, quando se encontrava ancorado no porto da ilha de São Vicente, no arquipélago do Cabo Verde, foi alvo de torpedos disparados pelo SM U-151. Conseguiu escapar com algumas avarias e poucos feridos, permanecendo encalhado no porto.
Sua carga de café e outras matérias-primas destinava-se ao porto de Le Havre na França.
A notícia do torpedeamento causou uma onda de protestos contra a Alemanha e os alemães residentes no Brasil.